# Słupno (gmina)
Słupno (daw. gmina Bielino; do 31 grudnia 1989 gmina Borowiczki) – gmina wiejska w Polsce położona w województwie mazowieckim, w powiecie płockim. W latach 1990–1998 gmina administracyjnie należała do województwa płockiego.
Od 30 grudnia 1999 siedzibą gminy jest Słupno (wcześniej Płock).
Według danych z 30 czerwca 2004 gminę zamieszkiwało 4991 osób. Natomiast według danych z 31 grudnia 2017 roku gminę zamieszkiwało 7705 osób.

## Struktura powierzchni
Według danych z roku 2002 gmina Słupno ma obszar 74,71 km², w tym:
- użytki rolne: 68%
- użytki leśne: 15%

Gmina stanowi 4,15% powierzchni powiatu.

## Demografia

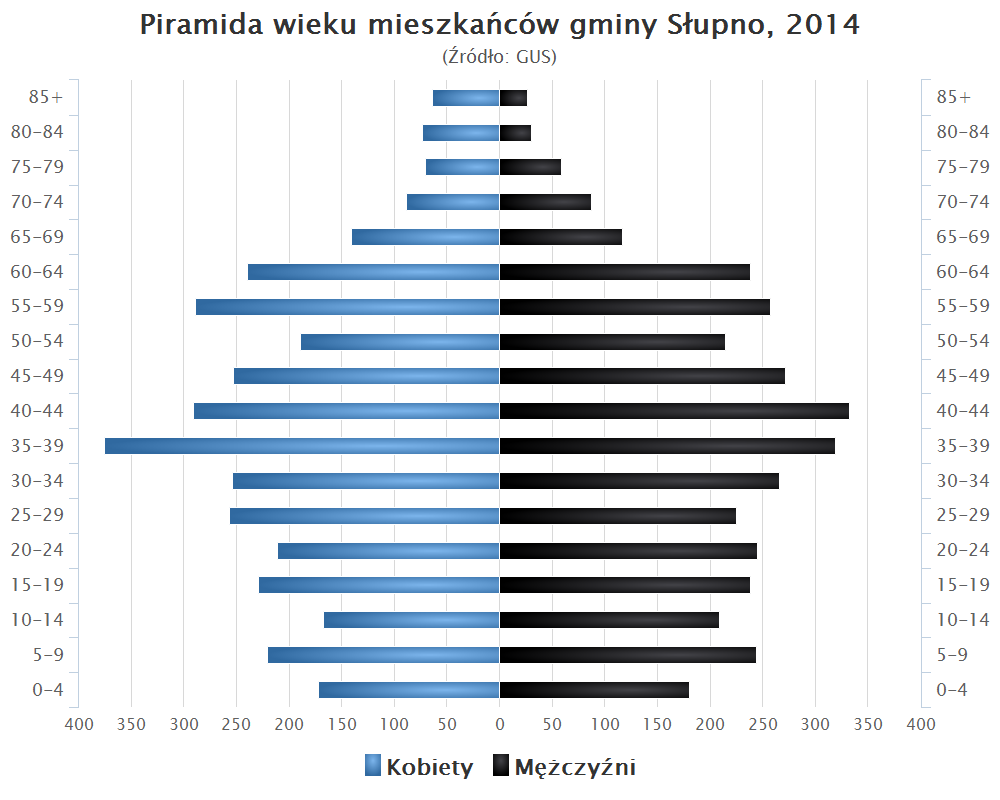
Piramida wieku mieszkańców gminy Słupno w 2014 roku

Dane z 31 grudnia 2017 roku.
| Opis                              | Ogółem | Ogółem | Kobiety | Kobiety | Mężczyźni | Mężczyźni |
| --------------------------------- | ------ | ------ | ------- | ------- | --------- | --------- |
| jednostka                         | osób   | %      | osób    | %       | osób      | %         |
| populacja                         | 7 705  | 100    | 3 875   | 50,3    | 3 830     | 49,7      |
| gęstość zaludnienia (mieszk./km²) | 99     | 99     | 50      | 50      | 49        | 49        |

## Inne informacje
Przez teren gminy przepływa niewielka rzeka Słupianka, wpadająca do Wisły. Gminę Słupno powołano decyzją z roku 1989, kiedy poprzednia siedziba władz gminnych – miejscowość Borowiczki – została włączona w granice miasta Płocka. Siedziba gminy w Słupnie funkcjonuje we własnym budynku od 1992.
Na terenie gminy, w Miszewku Strzałkowskim, znajduje się m.in. duża baza surowcowa Przedsiębiorstwa Eksploatacji Rurociągów Naftowych.

## Sołectwa
Barcikowo, Bielino, Borowiczki-Pieńki, Cekanowo, Liszyno, Mijakowo, Mirosław, Miszewko-Stefany, Miszewko Strzałkowskie, Nowe Gulczewo, Ramutowo, Rydzyno, Sambórz, Słupno, Stare Gulczewo, Szeligi, Wykowo
Miejscowości bez statusu sołectwa: Pieńki Ośnickie, Piotrowo i Święcieniec.

## Sąsiednie gminy
Gmina, leżąca na Wysoczyźnie Płockiej, graniczy od zachodu z miastem Płock, a granicę południową stanowi Wisła. Graniczy również z gminami Bodzanów, Gąbin, Radzanowo, Słubice.